# Solliès-Ville

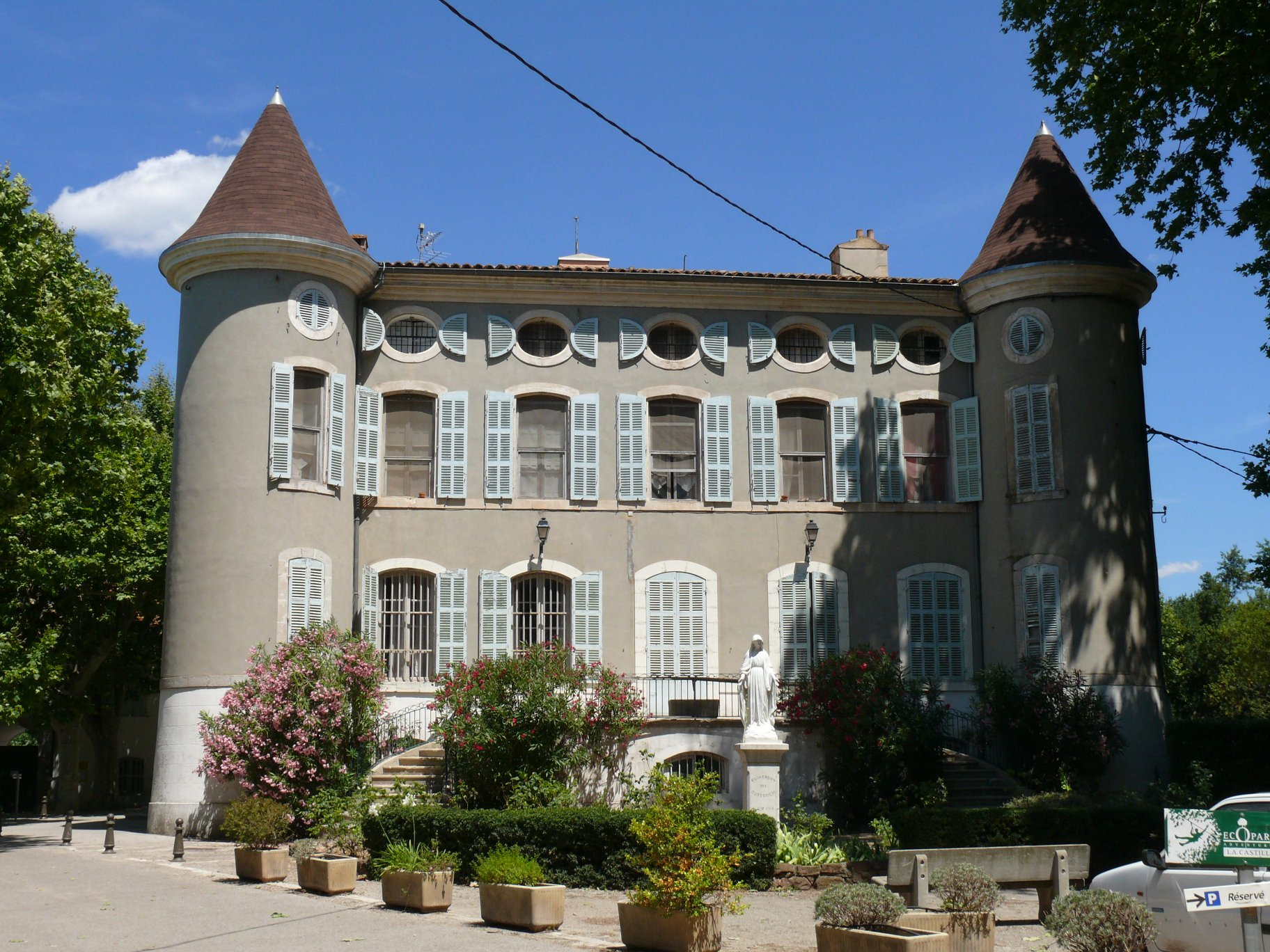
Kasteel

Solliès-Ville is een gemeente in het Franse departement Var (regio Provence-Alpes-Côte d'Azur) en telt 2222 inwoners (2004). De plaats maakt deel uit van het arrondissement Toulon.

## Geografie
De oppervlakte van Solliès-Ville bedraagt 14,1 km², de bevolkingsdichtheid is 157,6 inwoners per km².
De onderstaande kaart toont de ligging van Solliès-Ville met de belangrijkste infrastructuur en aangrenzende gemeenten.

## Demografie
Onderstaande figuur toont het verloop van het inwonertal (bron: INSEE-tellingen).